# 奧克托克 (密西西比州)
奧克托克（英語：Oktoc）是位於美國密西西比州奧克蒂比哈縣的非建制地區。

## 歷史
奧克托克的郵局於1878年設立，其後於1913年停運。

## 地理
奧克托克所處的海拔為高於海平面84米（即276英呎），而該地所採用的時區為UTC-6，即北美中部時區（CST）。同時該地設有夏令時間，為UTC-6調快一小時，即UTC-5（CDT）。